# Législature des Îles Vierges
Ne doit pas être confondu avec l'assemblée des Îles Vierges britanniques qui concerne le territoire britannique d'outre-mer des Îles Vierges britanniques
35e législature
Capitole des Îles Vierges des États-Unis
La Législature des Îles Vierges (en anglais : Legislature of the Virgin Islands) est l'organe législatif monocaméral des Îles Vierges des États-Unis, territoire non incorporé organisé des États-Unis. Elle composée de 15 membres, appelés « sénateurs », siégeant à Charlotte-Amélie.
La législature est l'une des trois branches du gouvernement des îles Vierges des États-Unis avec des pouvoirs qui lui sont délégués en vertu de la loi organique révisée de 1954, adoptée par le Congrès des États-Unis. Les deux autres branches sont le pouvoir exécutif, dirigé par le gouverneur et chargé de l’administration des lois adoptées par la législature et la Cour de justice, généralement appelés le pouvoir judiciaire, qui interprète les lois adoptées.
La 35e législature a été élue en novembre 2022 et a pris ses fonctions le 9 janvier 2023. Son président est Novelle Francis du parti démocrate.

## Histoire

### Période danoise: de 1852 à 1917
Le début de la législature remonte à l’adoption de la loi coloniale de 1852 lorsque les îles Vierges étaient une possession de l'Empire colonial danois. Cette loi, la première «constitution» des îles, prévoyait la mise en place d’une assemblée coloniale unifiée et la nomination d’un gouverneur à la tête du pouvoir exécutif. Le gouverneur, en tant que représentant direct du roi, avait le pouvoir de prendre des ordonnances ayant force de loi. En outre, il avait le pouvoir de dissoudre l'Assemblée en prévoyant que cela ne se ferait pas plus de deux fois en deux ans et qu'une nouvelle élection aurait lieu dans les deux mois suivant la dissolution.
Les membres de l'assemblée avaient cependant des intérêts divergents entre Saint-Thomas, avec une économie basée sur la mer et Sainte-Croix qui était agraire. Les élus de Sainte-Croix étant majoritaire, de nombreuses recommandations ont été défavorables à Saint-Thomas, qui plus est avec des sessions qui se tenaient sur l'île de Sainte-Croix. Les délégués de Saint-Thomas cessèrent d’assister aux réunions empêchant entre 1856 et 1859 la tenue des réunions et onze ans après sa création, la loi coloniale fut imposée en 1863.
Deux municipalités, Saint-Thomas-Saint-Jean et Sainte-Croix furent créées et dotées d'un conseil (respectivement composé de quatre et cinq membres) et toutes les décisions finales étaient prises par le roi. Un système d'amendement permettait une navette entre les conseils, le gouverneur et le gouvernement danois. La loi coloniale fut amendée en 1906 appuyant la structuration d'un gouvernement local.

### Période américaine: de 1917 à nos jours
Lorsque les États-Unis ont pris le contrôle des îles, il s’agissait de sécuriser la défense du canal de Panama pour écarter le risque d'un contrôle par les Allemands. Par conséquent, contrairement à l’achat de la Louisiane et à de nombreux autres territoires, les îles ont été acquises à des fins militaires. La citoyenneté n’a pas été attribuée aux autochtones et l’administration des îles a été déléguée au département de la Marine. Ainsi, à l'exception de la nomination d'un officier de la marine au poste de gouverneur, aucun changement significatif n'a été apporté à la structure du gouvernement local. Entre 1917 et 1931, les îles n'avaient pas d'autonomie avec des décisions très centralisées autour du gouverneur aggravées par une perte d'intérêt du pouvoir fédéral après la fin de la Première Guerre mondiale.
Des activistes politiques comme Rothschild Francis ou D. Hamilton Jackson se sont alors battus pour plus de libertés civiles et la suppression de l'administration navale. En 1927, la citoyenneté des États-Unis a été accordée aux habitants des îles Vierges. En 1931, avec l’appui de l'Union américaine pour les libertés civiles (ACLU), le président Herbert Hoover signe un décret qui prévoit le transfert de l'administration du département de la marine au département de l'Intérieur mais sans impact sur la vie démocratique.
Le 22 juin 1936, le Congrès des États-Unis adopta une loi organique qui instaure un véritable gouvernement civil avec une assemblée législative composée des deux conseils coloniaux, qui sont maintenant des conseils municipaux. Parmi les principales caractéristiques de cet acte figurent l’octroi du suffrage universel et la suppression définitive des conditions de propriété et de revenus pour pouvoir voter. Le Congrès des États-Unis s'est réservé le pouvoir d'annuler toute loi promulguée par le gouvernement des Îles Vierges et le Président des États-Unis a conservé son droit de veto final en cas de dérogation législative du veto du gouverneur.

### Législature moderne
En 1954, une nouvelle loi organique est entrée en vigueur et créé un organe monocaméral appelé la législature des îles Vierges, dans lequel tous les pouvoirs législatifs étaient investis. Pour la première fois depuis 1863, le gouvernement des îles Vierges fut fusionné en une seule entité. L'assemblée est constituée de onze membres : trois du district de Sainte-Croix, trois du district de Saint-Thomas, un du district de Saint-John et quatre couvrant l'ensemble du territoire pour incarner l’intérêt commun.
En 1966, une résolution modifie le nombre de sièges passant de 11 à 15 et la répartition puisque sept sénateurs représenteront le district de Saint-Thomas-Saint-John et sept autres le district de Sainte-Croix ; le sénateur supplémentaire at-Large devra lui être obligatoirement un résident Saint-John.

## Système électoral

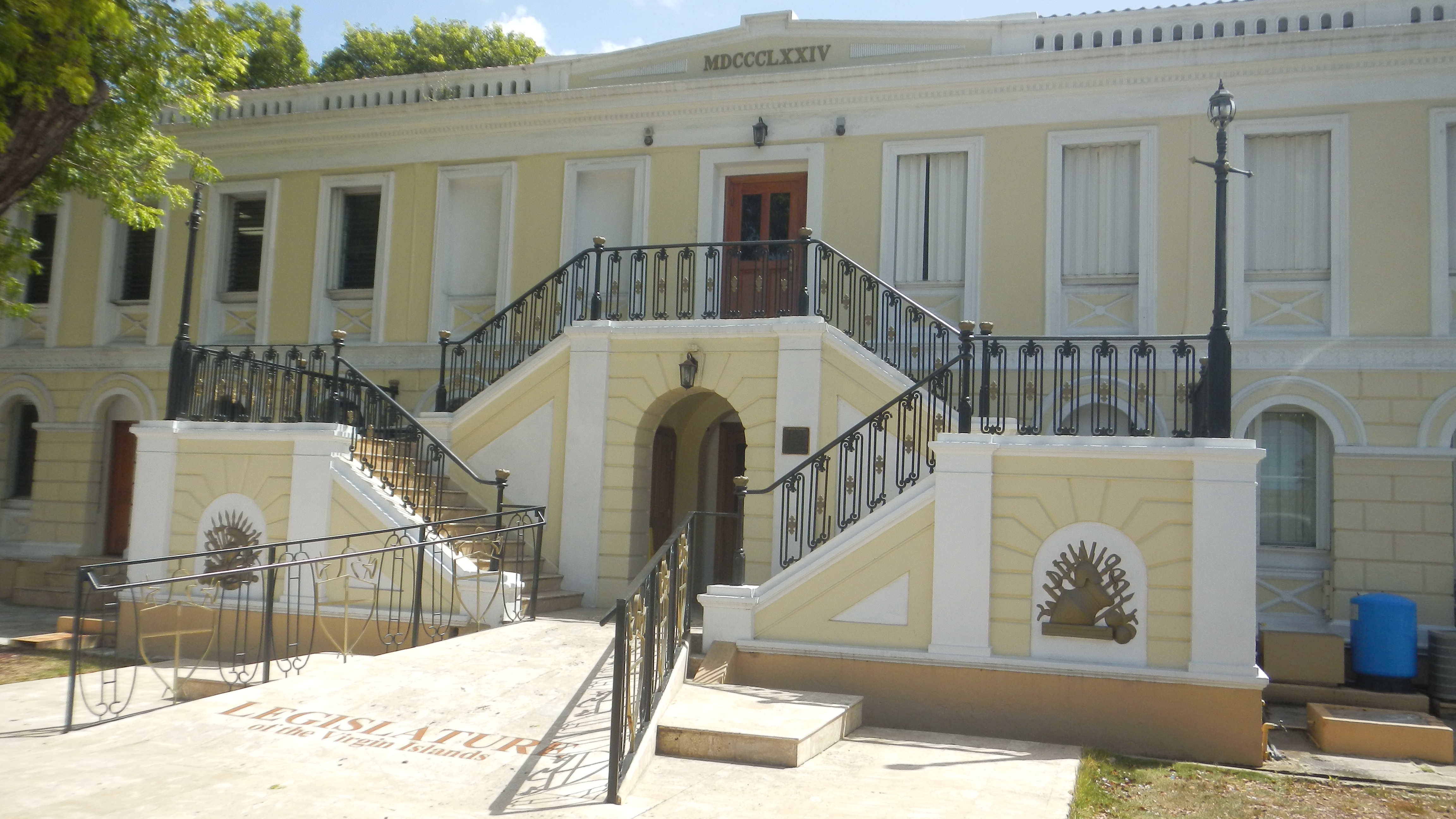
Le bâtiment de la législature à Charlotte-Amélie.

La Législature est dotée de 15 sièges pourvus pour deux ans au scrutin majoritaire.
Sur ce total, 14 sont pourvus au scrutin majoritaire plurinominal dans deux circonscriptions de sept sièges chacune, l'une correspondant à Sainte-Croix et l'autre à Saint-Thomas et Saint John. Les électeurs disposent d'autant de voix que de sièges à pourvoir, et les utilisent à raison d'une voix par candidat. Les sept candidats ayant reçu le plus de voix dans leur circonscription sont déclarés élus. Enfin, le quinzième et dernier siège est élu au scrutin uninominal majoritaire à un tour par les électeurs de l'ensemble du territoire des Îles Vierges, mais seuls les résidents de Saint John peuvent s'y porter candidats.
La législature des Îles Vierges a la particularité d'être la seule avec Hawaï à ne comporter régulièrement aucun élu du Parti républicain.

## Liste des membres actuels
Ci-dessous, la liste des 15 sénateurs de le 35e législature:
| District                 | Sénateur              | Parti | Parti     |
| ------------------------ | --------------------- | ----- | --------- |
| At-large                 | Angel Bolques Jr.     |       | Démocrate |
| Sainte-Croix             | Franklin Johnson      |       | Ind.      |
| Sainte-Croix             | Diane Capehart        |       | Démocrate |
| Sainte-Croix             | Javan E. James Sr.    |       | Ind.      |
| Sainte-Croix             | Kenneth Gittens       |       | Démocrate |
| Sainte-Croix             | Marise James          |       | Démocrate |
| Sainte-Croix             | Novelle Francis       |       | Démocrate |
| Sainte-Croix             | Samuel Carrion        |       | Ind.      |
| Saint-Thomas/ Saint John | Alma Francis Heyliger |       | Ind.      |
| Saint-Thomas/ Saint John | Carla Joseph          |       | Démocrate |
| Saint-Thomas/ Saint John | Donna Frett-Gregory   |       | Démocrate |
| Saint-Thomas/ Saint John | Dwayne DeGraff        |       | Ind.      |
| Saint-Thomas/ Saint John | Ray Foncesa           |       | Démocrate |
| Saint-Thomas/ Saint John | Marvin Blyden         |       | Démocrate |
| Saint-Thomas/ Saint John | Milton Potter         |       | Démocrate |